# Günter Weber
Günter Weber, né le 11 juillet 1952 en Allemagne de l'Ouest, est un joueur de football ouest-allemand. Il évolue au poste d'attaquant.
Il fait ses débuts dans le championnat d'Allemagne de Bundesliga avec le club du FC Cologne en 1975-1976. Il y joue pendant une saison, atteignant la quatrième place du championnat en 1976. Il continue sa carrière au MSV Duisbourg de 1976 à 1979,. Günter Weber participe à la Coupe UEFA 1978-1979 : il atteint la demi-finale de la compétition et inscrit au passage un doublé en huitième de finale contre le RC Strasbourg.